# 塔滕多夫
塔滕多夫是奥地利下奥地利州巴登县的一个市镇。总面积14.35平方公里，总人口1267人，人口密度88.3人/平方公里（2005年）。